# Cornaleto
Cornaleto (Curnalèt nel dialetto locale) è una frazione del comune di Formigara (CR) con circa 330 abitanti, che si trova a nord del capoluogo comunale. Nato sulle rive del Lago Gerundo oggi si trova sulle rive del fiume Adda. Paese prettamente basato sull'agricoltura e l'artigianato, da sempre riveste una notevole importanza a livello territoriale grazie al costante impegno dei suoi abitanti nell'aggregazione che dà vita ad associazioni no profit che organizzano eventi ludico-ricreativi durante tutto l'anno.
Cornaleto ha dato i natali all'ex calciatore e capitano del Fc Bologna Renato Villa che spesso vi fa ritorno per un saluto ai suoi compaesani ed una partita a carte nel bar del paese. 
Inoltre, sempre a Cornaleto, è cresciuta nella casa dei nonni, ora sepolti nel cimitero locale, la cantante dei Ricchi e Poveri, Angela Brambati.

## Il paese
Cornaleto (anticamente chiamato Cornaletto) fu anticamente un comune separato, unito a Formigara sperimentalmente da Napoleone nel capodanno del 1810 e definitivamente dagli austroungarici nel capodanno del 1841.
Comprende diverse cascine e cascinali raggruppati in modo non uniforme. Le più caratteristiche sono la cascina Fasola, la cascina Rossetta, la cascina Alemagna a ridosso degli argini del fiume Adda, raggiungibili attraverso strade sterrate. Da segnalare la cascina Palazzo Minore e Palazzo Maggiore in centro, attraversate dalla via Delmati, antica famiglia nobiliare qui proprietaria di molti terreni agricoli. 
Nel 1983 con referendum consultivo ci fu il distacco da Gombito e l'aggregazione alla frazione e quindi  al Comune di Formigara, della borgata di Boffalora (oggi semplicemente via Boffalora) con un aumento della popolazione di circa 70 anime. Negli anni 70 invece, ad ovest del paese è sorto un "quartiere" denominato "Villaggio Nuovo" che ha ampliato le dimensioni del centro abitato.

## Etimologia
Il Paese, secondo gli storici, prende il nome da "Cornus Letus" (corno letale), infatti sin dai tempi romani la conformazione della scarpata morfologica era a forma di corno ed in questa zona c'era molta abbondanza di selvaggina che invogliava i nobili e non solo a cacciare in questi luoghi (letale per la selvaggina).

## Da ricordare

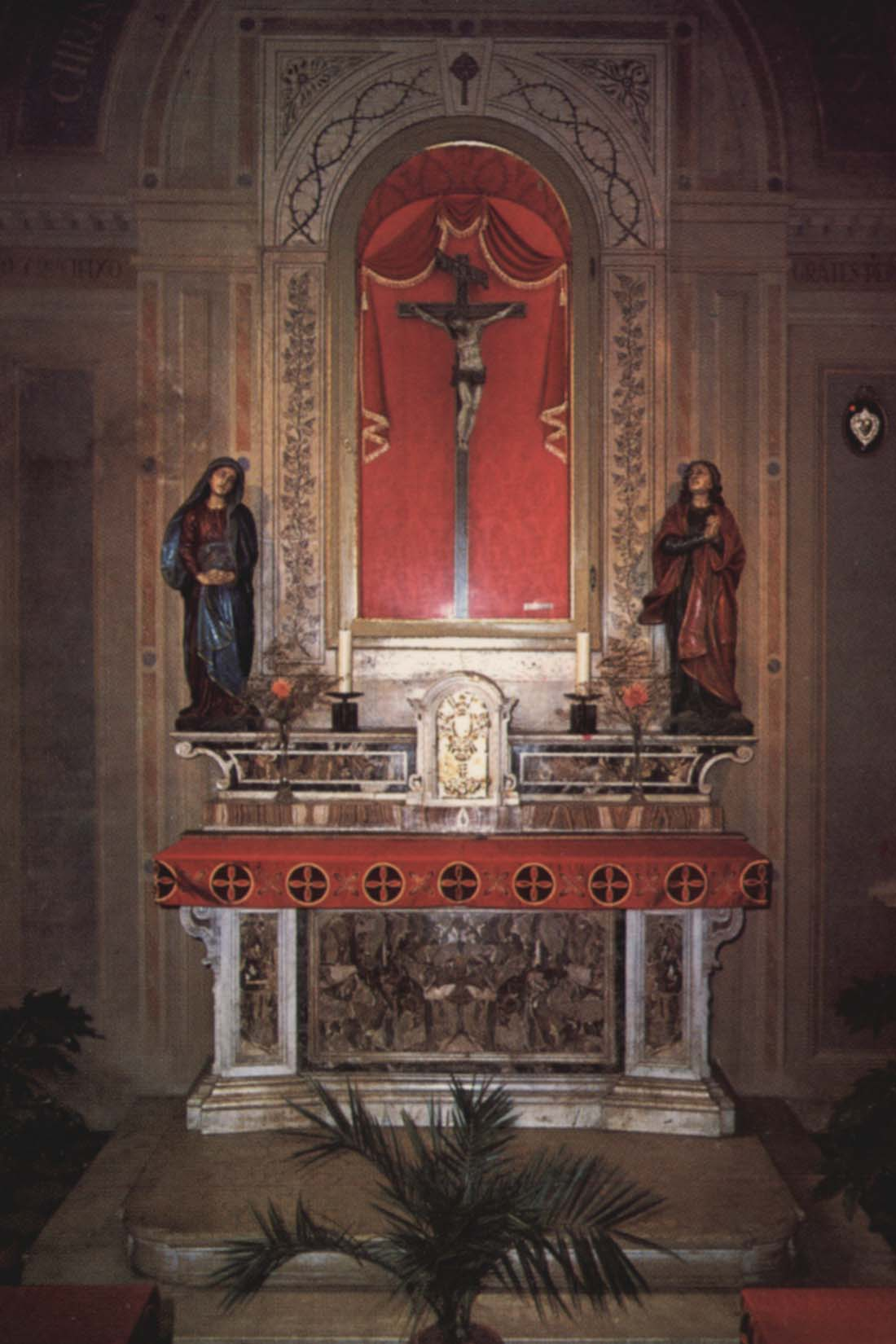
San Crocifisso

- festa de "La Prima de Lūi" (che si svolge nel primo fine settimana del mese di luglio e che viene considerata la sagra del paese). Negli ultimi anni a questa festa si è aggiunta anche una festa del Rock (festa della birra) denominata dapprima Korna let's Beer e trasformatasi poi in Korna let's Rock e che si svolge solitamente la settimana seguente a "La Prima de Lūi".

- 30 novembre - festa del patrono dedicata a Sant'Andrea Apostolo a cui è dedicata la chiesa  del paese

- Venerdì antecedente la Settimana Santa - Festa del San Crocefisso in una bolla papale veniva data la libertà agli abitanti  di Cornaleto di interrompere il digiuno della Quaresima in vista di questa importante ricorrenza. Infatti questo cimelio (un antico crocefisso) venne donato dalla parrocchia di Gombito a quella di Cornaleto e, in occasione dei miracoli e delle guarigioni miracolose (notizie derivanti da documenti storici dell'epoca conservati nell'archivio della Parrocchia) che portava agli abitanti del suo nuovo paese, l'allora parroco di Gombito decise di chiedere il ritorno nella sua chiesa del crocefisso miracoloso. Dopo innumerevoli dibattiti riuscì a convincere Il prete di Cornaleto alla restituzione ma, durante il tragitto su un carro trainato da buoi, all'uscita del paese le campane si misero a suonare da sole e il peso trainato dagli animali si faceva sempre maggiore tanto da non permetter loro di proseguire. In tanti modi allora si provò a non fermare il viaggio del Santo Crocefisso (aggiunta di altri buoi e persone per una maggiore capacità di traino), ma non era destino. nessuno riuscì più a smuovere le ruote, tant'è vero che solo girando la carovana e riprendendo la strada per la chiesa di Sant'Andrea si riuscì a ripartire e anzi, il carico si alleggeriva sempre più. Quindi il destino volle che questo cimelio restasse nel piccolo paese a fornire protezione a tutti i suoi devoti.